# Asaccus
Asaccus is een geslacht van hagedissen die behoren tot de gekko's en de familie Phyllodactylidae.

## Naam en indeling
De wetenschappelijke naam van de groep werd voor het eerst voorgesteld door James Ray Dixon en Steven Clement Anderson in 1973. Er zijn negentien soorten, inclusief de pas in 2017 beschreven soort Asaccus arnoldi. Veel soorten werden eerder aan het geslacht van de bladvingergekko's (Phyllodactylus) toegekend.

## Verspreiding en habitat
De hagedissen komen voor in delen van het Midden-Oosten en leven in de landen Verenigde Arabische Emiraten, Oman, Turkije, Irak, Iran en Syrië. De habitat bestaat uit rotsige omgevingen, grotten, hete woestijnen, gematigde bossen, verschillende typen scrublands en draslanden. Ook in door de mens aangepaste streken zoals landelijke tuinen en stedelijke gebieden kunnen de hagedissen worden gevonden.

## Beschermingsstatus
Door de internationale natuurbeschermingsorganisatie IUCN is aan elf soorten een beschermingsstatus toegewezen. Elf soorten worden beschouwd als 'veilig' (Least Concern of LC) en een soort als 'kwetsbaar' (Vulnerable of VU). De soort Asaccus caudivolvulus ten slotte staat te boek als 'ernstig bedreigd' (Critically Endangered of CR).

## Soorten
Het geslacht omvat de volgende soorten, met de auteur en het verspreidingsgebied.
| Naam                    | Auteur                                                         | Verspreidingsgebied                |
| ----------------------- | -------------------------------------------------------------- | ---------------------------------- |
| Asaccus andersoni       | Torki, Fathinia, Rostami, Gharzi & Nazari-Serenjeh, 2011       | Iran                               |
| Asaccus arnoldi         | Simó-Riudalbas, Tarroso, Papenfuss, Al-Sariri & Carranza, 2017 | Oman                               |
| Asaccus barani          | Torki, Ahmadzadeh, Ilgaz, Avci & Kumlutas, 2011                | Turkije                            |
| Asaccus caudivolvulus   | Arnold & Gardner, 1994                                         | Verenigde Arabische Emiraten       |
| Asaccus elisae          | Werner, 1895                                                   | Turkije, Irak, Iran, Syrië         |
| Asaccus gallagheri      | Arnold, 1972                                                   | Verenigde Arabische Emiraten, Oman |
| Asaccus gardneri        | Carranza, Simó-Riudalbas, Jayasinghe, Wilms & Els, 2016        | Verenigde Arabische Emiraten, Oman |
| Asaccus granularis      | Torki, 2010                                                    | Iran                               |
| Asaccus griseonotus     | Dixon & Anderson, 1973                                         | Irak, Iran                         |
| Asaccus iranicus        | Torki, Ahmadzadeh, Ilgaz, Avci & Kumlutas, 2011                | Iran                               |
| Asaccus kermanshahensis | Rastegar-Pouyani, 1996                                         | Iran                               |
| Asaccus kurdistanensis  | Rastegar-Pouyani, Nilson & Faizi, 2006                         | Iran                               |
| Asaccus margaritae      | Carranza, Simó-Riudalbas, Jayasinghe, Wilms & Els, 2016        | Verenigde Arabische Emiraten, Oman |
| Asaccus montanus        | Gardner, 1994                                                  | Oman                               |
| Asaccus nasrullahi      | Werner, 2006                                                   | Iran                               |
| Asaccus platyrhynchus   | Arnold & Gardner, 1994                                         | Oman                               |
| Asaccus saffinae        | Afrasiab & Mohamad, 2009                                       | Irak                               |
| Asaccus tangestanensis  | Torki, Ahmadzadeh, Ilgaz, Avci & Kumlutas, 2011                | Iran                               |
| Asaccus zagrosicus      | Torki, Ahmadzadeh, Ilgaz, Avci & Kumlutas, 2011                | Iran                               |